# Edgar Arce Ramírez
Edgar Arce Ramírez (Acochaca, Áncash, 15 de octubre de 1965-Lima, 14 de febrero de 2021) fue un profesor y político peruano. Al momento de su fallecimiento era alcalde del distrito de Acochaca, cargo que ya había ocupado en dos periodos anteriores entre 2003 y 2011.

## Biografía
Nació en el distrito de Acochaca, provincia de Asunción, departamento de Áncash, Perú, el 15 de octubre de 1965, hijo de Gilberto Martín Arce Roca y Filena Aurelia Ramírez Amez. Cursó sus estudios primarios y secundarios en su localidad natal y entre 1990 y 1994 cursó estudios técnicos de educación primaria, laborando en el colegio de su distrito natal.
Su primera participación política se dio en las elecciones municipales de 1995 en las que fue elegido como regidor del distrito de Acochaca siendo reelegido en las elecciones municipales de 1998. En las elecciones municipales del 2002 fue elegido como alcalde de ese distrito, cargo para el que fue reelegido en las elecciones del 2006. En las elecciones municipales del 2010 postuló para la alcaldía provincial de Asunción sin éxito. En las elecciones municipales del 2014 volvió a tentar la alcaldía de su distrito sin éxito pero fue reelegido para ese cargo en las elecciones municipales del 2018.
Tras dar positivo a una prueba de COVID-19 el 6 de febrero de 2021 durante la pandemia de esa enfermedad en el Perú, fue enviado al Hospital Edgardo Rebagliati Martins de la ciudad de Lima al día siguiente. Todo el personal del municipio y personas allegadas también dieron positivo. Tras permanecer durante una semana en la unidad de cuidados intensivos de dicho nosocomio, falleció el 14 de febrero de 2021.